# Бушмакин, Николай Дмитриевич
Николай Дмитриевич Бушмакин (1875, город Чистополь, Казанская губерния ― 5 октября 1936, город Ленинград) ― доктор медицинских наук, профессор, ректор Иркутского государственного университета (1920―1929).

## Биография
Родился Николай Дмитриевич в 1875 году в городе Чистополе Казанской губернии в семье мелкого почтового служащего. В 1899 году окончил медицинский факультет Казанского университета, работал участковым врачом в Лаишевском уезде Казанской губернии, во время русско-японской войны был врачом пограничной охраны в Маньчжурии.
В 1906 году Николай Бушмакин работал в анатомическом институте Казанского университета. В 1911 году защитил диссертацию на тему «Лимфатические железы подмышечной впадины и их питание» и в этом же году получил степень доктора медицины. В 1913 году Николай Дмитриевич ― профессор кафедры нормальной анатомии Варшавского университета, а по его эвакуации ― профессор Ростовского государственного университета, где организовал кафедру анатомии и был первым заведующим кафедрой нормальной анатомии. В 1916 году Н. Д. Бушмакин ― профессор Казанского университета.
В Томском государственном университете Николай Дмитриевич Бушмакин с ноября 1918 года по январь 1919 года ― исполняющий должность прозектора при кафедре нормальной анатомии, с января 1919 года ― исполняющий должность доцента той же кафедры.
В 1919 году Н. Д. Бушмакин был избран профессором Иркутского государственного университета, в 1920―1929 годах ― ректор Иркутского государственного университета. О своих первых впечатлениях пребывания в городе Иркутске Николай Дмитриевич передал следующим образом:

Огромная, холодная, богатая Сибирь, как мало о тебе знает человек! Твои степи, горы, непроходимая тайга, многоводные реки, холодный величественный Байкал и многоликие народы, тебя населяющие, ещё ждут своих исследователей. Когда же придут эти новые люди, которые всё измерят и взвесят, когда же эти долины задымятся тысячами заводских труб и рабочий своими руками обнажит твои несметные богатства перед удивлённым миром?
Характеризуя начальный период деятельности Иркутского государственного университета, Бушмакин Николай Дмитриевич писал:

Пройдут годы, и многое изменится в быстром беге истории, но Иркутский государственный университет, как могучий памятник переживаемого нами момента, будет вечно свидетельствовать, что русский народ, в период тяжелой разрухи, голодный, раздетый, нашёл в себе силы выделить последние крохи на постройку дома науки для удовлетворения своих духовных потребностей. Нельзя не преклониться перед таким величием народного духа.
Николай Дмитриевич в Иркутском государственном университете был организатором медицинского факультета и первым заведующим кафедрой анатомии человека. В течение девяти лет он был ректором Иркутского государственного университета и за этот период опубликовал свыше 40 научных работ по различным вопросам анатомии. Николай Дмитриевич Бушмакин в городе Иркутске организовал Научное медицинское общество и был его председателем до 1930 года, также он является основателем «Иркутского медицинского журнала».
Бушмакин Н. Д. был основателем и председателем иркутской секции ВАРНИТСО, депутатом Съезда советов Дальневосточного края, членом Иркутского горсовета, губернского и окружного исполкомов, Дальневосточного и Сибирского краевого исполкомов, членом Государственного учёного совета, членом Биолого-географического института.
В 1930 году переехал в Хабаровск, там он организовал Медицинский институт и, в частности, кафедру анатомии. В 1932 году в городе Ленинграде Николай Дмитриевич был заместителем директора по научной части Института экспериментальной медицины, заведующим кафедрой анатомии во вновь открытом медицинском вузе при больнице им. Мечникова.
Бушмакин Николай Дмитриевич скончался в городе Ленинграде 5 октября 1936 года, похоронен в Санкт-Петербурге на Смоленском лютеранском кладбище.

## Награды и звания
- Орден Святой Анны III степени.
- Орден Святого Станислава III степени.
- Заслуженный деятель науки РСФСР.

## Основные труды
ОТДЕЛЬНЫЕ ИЗДАНИЯ:  
- Лимфатические железы подмышечной впадины и их питание. ― Казань : Типо-литогр. Имп. ун-та, 1910. ― 222 с. : 7 цв. ил., 2 табл.
- Врожденный сколиоз. Прозектор. ― Казань : Типо-литогр. Имп. ун-та, 1912. ― 16 с. : ил.
- Аномалия позвоночника с точки зрения его эволюции. ― Казань : Типо-литогр. Имп. ун-та, 1913. ― 16 с.
- План практических занятий по миологии. ― Казань : Типо-литогр. Имп. ун-та, 1917. ― 14 с.
- Антропология в Бурятии. ― Иркутск : Власть труда, 1926. ― 4 с.

НАУЧНЫЕ СТАТЬИ:
- Аномалия позвоночника с точки зрения его эволюции // Казан. мед. журн. ― 1913. - Т. 13. ― С. 3―18.
- Иркутский Государственный университет // Иркутский государственный университет, 1918-1921 : сб. ко дню трехлетия существования ун-та. ― Иркутск, 1921. ― С. 3―6.
- К четырёхлетию Иргосуна // Сборник трудов профессоров и преподавателей государственного Иркутского университета. ― Иркутск, 1922. ― Вып. 1 : Медицинский факультет. ― С. 327―330.
- Индивидуальные особенности в расположении борозд головного мозга // Труды I съезда врачей Восточной Сибири. Иркутск, 20-25 авг. 1924 г. ― Иркутск, 1924. ― С. 40―43.
- Антропология в Бурятии // Бурятоведческий сборник. ― Иркутск, 1926. ― С. 34―37. ― (Изд. Бурят.-Монгол. секции Вост.-Сиб. отд. Рус. геогр. о-ва ; вып. 2).
- Некоторые особенности рельефа головного мозга бурят // Иркут. мед. журн. ― 1926. ― Т. 4, № 3/4. ― С. 5―8.
- Некоторые физические особенности бурятского народа // Труды III Всероссийского съезда зоологов, анатомов и гистологов. Ленинград, 14-20 дек. 1927 г. ― Л., 1927. ― С. 320―321.
- Расовое изучение головного мозга. Мозг бурят // Изв. Биол.-геогр. науч.-исслед. ин-та при Иркут. гос. ун-те. ― Иркутск, 1930. ― Т. 4, вып. 3/4. ― С. 133―147.
- Проблема  расовой морфологии головного мозга // Тр. / Ленингр. медвуз-больница им. Мечникова. ― Л., 1935. ― С. 26―45.
- Современное состояние вопроса изучения головного мозга // Тр. / Вост.-Сиб. мед. ин-т. ― Иркутск, 1935. ― Вып. 3.: [Посвящен 15-летнему юбилею института (1919-1934)]. ― С. 83―94.